# 白雪綜藝.劇團
白雪綜藝.劇團是一個在台灣活躍的專業戲劇團體。前身為成立於1995年之白雪綜藝團，1998年正式登記立案，是一個成功的企業與藝術合作的案例。該劇團以反串精神為主軸，經常改編現代戲劇與傳統戲劇文本，夾雜歌舞劇與歌舞秀形式而成的舞台劇。團長為反串藝名為「松田丸子」的簡志澄。劇評人汪俊彥分析，劇團名在綜藝與劇團二字之間加入標點符號之原因，可能是為了強調該劇團是名為「白雪綜藝」的「劇團」、避免被誤解為「綜藝劇團」。
白雪綜藝團誕生自眼球先生陳柏維在國立藝術學院戲劇系五校聯誼時組成惡搞性質的「碧霞歌舞團」，當時由簡志澄、胡修維（反串藝名胡BB）等學生演出，開始其扮裝反串的劇場表演工作。

## 公演作品
2011年作品《雙婢怨》改編自結合改編法國劇作家尚‧惹內（Jean Genet）的作品《女僕》（Les Bonnes，1947）以及尤金‧尤涅斯柯（Engene Ioneco）的《課堂驚魂》（La lecon，1951），由簡志澄製作、楊淇執導、邀請藝人李佩甄與胡盈禎等人共同演出。2008年作品《胡BB風月救風塵》、2009年《風月救風塵絕對風騷加演版》與2013年作品《風月救風塵-華麗升級三度加演版》改編自元代關漢卿的『趙盼兒風月救風塵』；數次公演版本中，共邀請藝人黃建瑋、高山峰、馬幼興、賈培德等人共同演出。